# João Maia da Silva Filho
João Maia da Silva Filho (Santa Branca, 4 de novembro de 1941 – Rio Branco, 1 de março de 2024) foi um filósofo, professor, produtor rural e político brasileiro que foi deputado federal pelo Acre.

## Dados biográficos
Filho de João Maia da Silva e Djanira Borges Maia. Formado em Filosofia em 1962 na Universidade de Montreal gerenciou a Cooperativa Agrária dos Trabalhadores e lecionou na Escola Técnica em Cabo de Santo Agostinho onde concluiu o curso de Habitação Rural pela Organização dos Estados Americanos. Em 1966 assumiu a presidência do Sindicato dos Produtores Rurais de Piracicaba e após dois anos tornou-se assessor da Confederação Nacional dos Trabalhadores na Agricultura onde permaneceu até 1974. No ano seguinte mudou-se para o Acre onde foi delegado regional da CONTAG nesse estado e em Rondônia além de fundar o Sindicato dos Produtores Rurais do Acre, a Federação dos Trabalhadores na Agricultura do Acre e o Sindicato dos Produtores Rurais em Rondônia.
Ao lado de Chico Mendes foi um dos fundadores do PT no Acre desligando-se do partido com a chegada da Nova República e com o ingresso no PMDB foi nomeado diretor-adjunto do Instituto Nacional de Colonização e Reforma Agrária (INCRA) em Rio Branco afastando-se do cargo para disputar as eleições de 1986 na qual foi eleito suplente de deputado federal chegando a exercer o mandato por meio de convocação,  dividindo suas atenções com os cargos de delegado do Instituto Brasileiro de Desenvolvimento Florestal (IBDF) e de subsecretário de Agricultura no governo Flaviano Melo. Eleito deputado federal em 1990 votou pelo impeachment de Fernando Collor em 1992 sendo reeleito pelo PP em 1994 migrando para o PSDB e depois para o PFL no curso do mandato.
Renunciou ao mandato em 21 de maio de 1997 sob a acusação de receber dinheiro para votar a favor da Emenda da Reeleição e retirou-se da vida pública sendo substituído na Câmara dos Deputados por Emílio Assmar. Foram citados no caso os deputados federais Chicão Brígido, Zila Bezerra e Ronivon Santiago, sendo que este último também renunciou.

## Morte
Maia morreu no dia 1° de março de 2024, aos 82 anos, por complicações de uma infecção pulmonar.